# Brunetto Latini
Brunetto Latini (Florencia, hacia 1220 – 1294 o 1295) fue notario, filósofo, y canciller de la república florentina.
Brunetto Latini es un personaje clave del pensamiento político humanista de la Edad Media central. Se desarrolla en un medio intelectual laico con cuyo crecimiento se alcanza la consolidación de una esfera política autónoma dentro de la ciudad. La apertura progresiva de un amplio espectro de ciudadanos termina en un cambio en la práctica de la política cotidiana. La clase media florentina, artífice de un crecimiento económico sin precedentes, establece nuevas reglas en el juego político e intenta legitimarlo frente a los principales actores políticos de la Europa medieval.
Brunetto Latini interviene en este proceso aportando un cuerpo teórico a la frágil República Florentina, que establece las bases éticas y prácticas del vivere civile.

## Actividad política

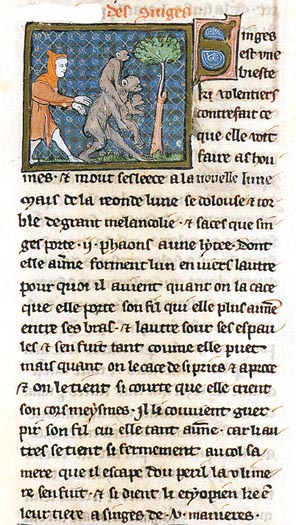
Los Libros del tesoro, libro I, página del bestiario que describe el mono.

En el año 1254 aparecen las primeras firmas del notario «Ser Brunectus Bonacorsi Latinus» en los principales documentos diplomáticos florentinos de la época, tales como el tratado de paz con Siena o con la parte güelfa de Arezzo.
Al aproximarse la guerra entre Siena gibelina aliada con Manfredo de Sicilia y la Florencia güelfa, Brunetto Latini es encargado por el concilio de anziani para establecer una embajada ante el rey Alfonso X el Sabio. La mediación diplomática no llegó a nada. En el camino de retorno, Brunetto Latini se da cuenta de que Florencia ha perdido la batalla de Montaperti (4 de septiembre de 1260). El diplomático florentino se ve condenado al exilio y se radica en Francia.
Permanece en Montpellier, Arras y Bar-sur-Aube. Ciertos historiadores piensan que da conferencias en La Sorbona. Durante seis años Brunetto Latini se dedica a los estudios. Lee a Cicerón, Aristóteles, Salustio, Vincent de Beauvais y el Roman de la rosa de Guillaume de Lorris. El estudio no le impide organizarse con la comunidad de florentinos güelfos exiliados en Francia ni establecer contactos con Carlos I de Sicilia con el fin de preparar el retorno a Florencia. Dedica los Libros del tesoro (Li livres dou trésor) a él, una enciclopedia de tres volúmenes escrita en lengua picarda, que compila prácticamente todo el conocimiento que se podía adquirir en la época gracias a los primeros focos de studia humanitatis en Italia del norte, en Chartres, en Toledo, y en Sicilia. Latini expone especialmente los fundamentos de la teoría política republicana florentina. Escribe un poema alegórico y didáctico, el Tesoretto, que resume el conocimiento de la escuela de Chartres a través de su accidental ascenso hacia el más allá. Escribe también un tratado de retórica, Rettorica, que traduce y comenta De inventione de Cicerón.
En 1266, la presión de los güelfos, en particular de los poderosos banqueros florentinos, obtiene sus frutos. La victoria de Carlos I de Sicilia en Benevento «libera» Florencia, que ve de nuevo sus instituciones democráticas restauradas. Brunetto Latini emprende una actividad política intensa. Es nombrado protonotario de la casa angevina en Toscana. A partir de 1272, aparece su firma como canciller de Florencia. El historiador Demetrio Marzi lo recuerda como el primero de los grandes cancilleres florentinos, tales como Coluccio Salutati, Leonardo Bruni y Nicolás Maquiavelo. Latini lleva a cabo una amplia política de conciliación, firmando la paz con Génova, Lucca y Pisa, mientras se distancia del despotismo de Carlos I de Sicilia. Este último causa, en efecto, temores por su capacidad de crecimiento en Europa. Establece intensos contactos diplomáticos con la Corona de Aragón. La historiadora Julia Bolton-Holloway piensa que fue uno de los que originaron la insurrección ocurrida en Palermo conocida como las «Vísperas Sicilianas» el 31 de marzo de 1282.
Los últimos años de Brunetto Latini se consagraron probablemente a la enseñanza. Su discípulo más famoso, Dante Alighieri, le evoca en el canto XV del Infierno de su Divina comedia y, aunque le sitúa en el séptimo círculo del infierno (por ser culpable del pecado de sodomía), rinde un vibrante homenaje al que reconoce, en la parte de Virgilio, como su maestro. También enseñó a Guido Cavalcanti, poeta y amigo de Dante. Thomas Mann le menciona en la novela La montaña mágica por boca de Settembrini, aduciendo que fue el primero en dar una educación a los florentinos, enseñándoles el arte de la palabra, así como el arte de dirigir su república según las reglas de la política.
El historiador Giovanni Villani escribió en el siglo XIII que Brunetto Latini era «...gran filósofo y fue un notorio maestro en retórica, tan respetable en la buena dicción como en la buena escritura. Y fue el que expuso la retórica de Tulio (nt.: Cicerón), e hizo aquel libro bueno y útil al que llamó Tesoro, y el Tesoretto, y la Llave del Tesoro, y otros libros de filosofía, sobre vicios y virtudes, y fue canciller de nuestra ciudad. Fue un hombre mundano, aunque hemos mencionado antes que fue el iniciador y el maestro de la instrucción de los florentinos, él los hizo expertos en el arte del buen hablar y del buen gobernar nuestra república de acuerdo con la política» («...gran filosofo, e fue sommo maestro in retorica, tanto in bene sapere dire come in bene dittare. E fu quegli che spuose la Rettorica di Tulio, e fece il buono e utile libro detto Tesoro, e il Tesoretto, e la Chiave del Tesoro, e più altri libri in filosofia, e de’ vizi e di virtù, e fu dittatore del nostro Comune. Fu mondano uomo, ma di lui avemo fatta menzione però ch’egli fue cominciatore e maestro in digrossare i Fiorentini, e farli scorti in bene parlare, e in sapere guidare e reggere la nostra repubblica secondo la politica») (Istorie Florentine fino all’anno MCCCXLVIII (8 vols.), vol. 3, Società Tipografica de’ Classici Italiani, Milano, 1802).

## Pensamiento político
Brunetto Latini es el gran popularizador que ofrece a los plebeyos el acceso al conocimiento entonces reservado solo para las élites. Es el primero en traducir en lengua vulgar la Ética a Nicómaco de Aristóteles y el De inventione de Cicerón. Estas traducciones no son inocentes, pues forman el compromiso republicano del cual él es el ideólogo principal en Florencia.
Brunetto Latini elabora en los Libros del tesoro una filosofía laica que coloca al lenguaje como el lugar privilegiado en la acción política. Así, tomando de nuevo la teoría de Cicerón, Brunetto considera la retórica, la ciencia del buen decir, como ciencia civil. El funcionamiento de la ciudad depende, de esta manera, de la forma en que los ciudadanos hacen uso de la palabra en el foro. Un uso irreflexivo de la palabra suscita demasiado frecuentemente la discordia civil, mientras que un uso prudente y conciliador permite actuar en la esfera política sin tener que recurrir a la violencia. Lo (popular), que vendrá en particular gracias al impulso de la disciplina de Dante, un lenguaje al mismo tiempo filosófico, poético y político, permite crear la cohesión social necesaria para la paz civil.

## Textos en línea

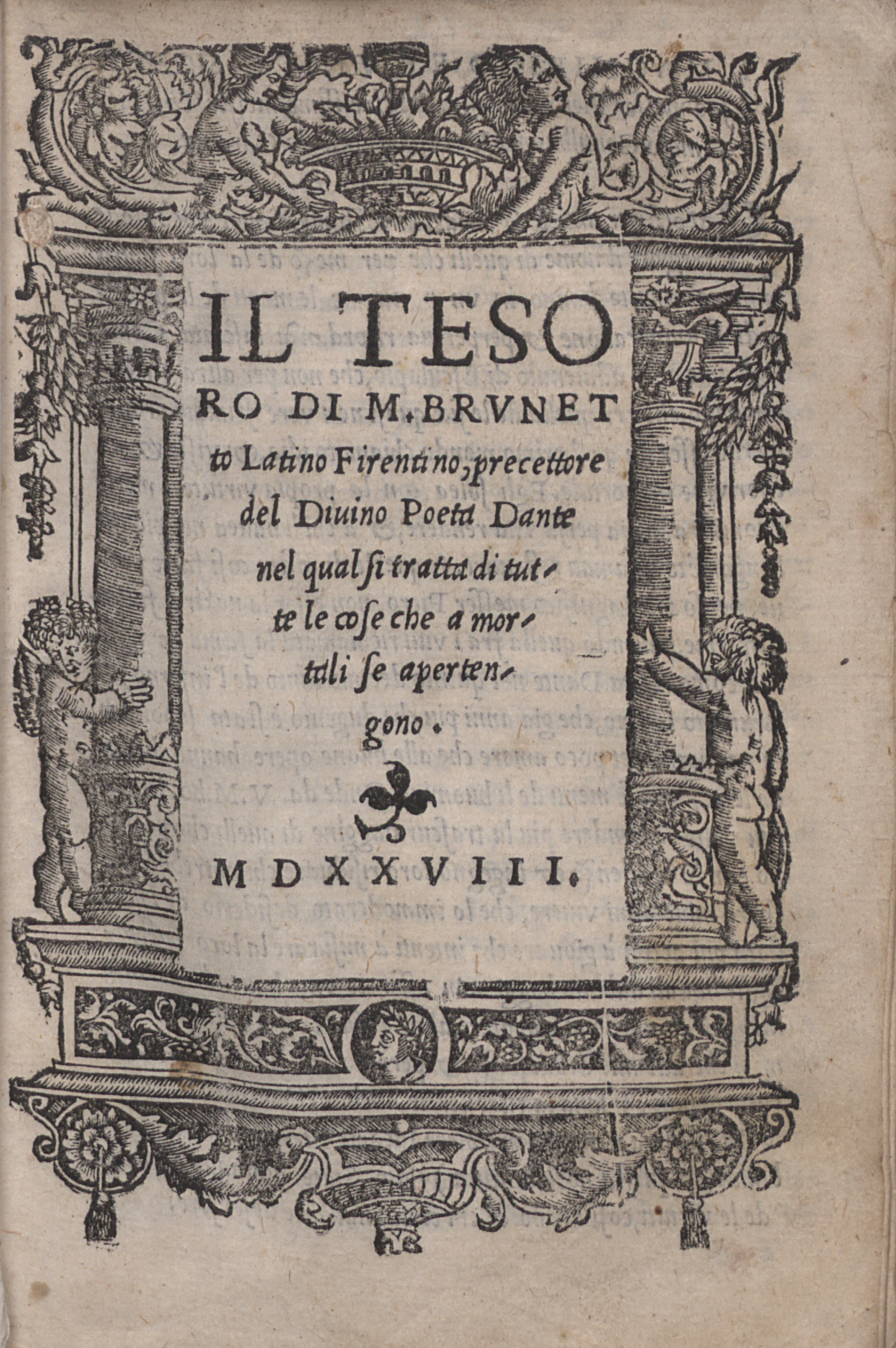
Livres dou Tresor

- Latini, Brunetto, et P. Chabaille. Li livres dou tresor, Collection de documents inédits sur l'histoire de France. Première série, Histoire politique. Paris: Imprimerie Impériale, 1863 (html y pdf) (en francés)
- El Tesoretto (pdf) (en italiano)
- La Rettorica Archivado el 19 de marzo de 2005 en Wayback Machine. (htm) (en italiano).